# Provincia de Santiago de Cuba
Provincia de Santiago de Cuba är en provins i Kuba. Den ligger i den sydöstra delen av landet, 700 km öster om huvudstaden Havanna. Antalet invånare är 1 047 015. Arean är 6 234 kvadratkilometer. Provincia de Santiago de Cuba gränsar till Provincia de Guantánamo, Provincia Granma och Provincia de Holguín. 
Terrängen i Provincia de Santiago de Cuba är varierad.
Provincia de Santiago de Cuba delas in i:

1. Municipio de Contramaestre
2. Municipio de Guamá
3. Municipio de Mella
4. Municipio de San Luis
5. Municipio de Segundo Frente
6. Municipio de Songo - La Maya
7. Municipio de Santiago de Cuba
8. Municipio de Palma Soriano
9. Municipio de Tercer Frente

Följande samhällen finns i Provincia de Santiago de Cuba:

- Palma Soriano
- Contramaestre
- San Luis
- Mella
- El Cobre